# Абд аль-Азіз (емір Валенсії)
Абд аль-Азіз ібн Абдаррахман Аль-Мансур (араб. عبد العزيز بن عبد الرحمن المنصو; бл. 1005 — бл. 1061) — емір Валенсійської тайфи в 1021—1061 роках.

## Життєпис
Походив з роду Амірідів. Син Абдаррахмана ібн Санчула, хаджиба і фактичного правителя Кордовського халіфата. Народився близько 1005 року. У 1009 року внаслідок змови його батька було страчено за наказом халіфа Мухаммеда II. Абд аль-Азіз втік до Сарагоси, де отримав освіту. У 1021 році за підтримки загонів Тортоської тайфи та валенсійців зумів захопити владу у Валенсії.
1022 року визнав Аль-Касіма аль-Мамуна халіфом Кордови, натомість той визнав Абд аль-Азіза еміром Валенсії. В подальшому вів постійні війни проти Денійської та Альмерійської тайф. При цьому спирався на допомогу Барселонського графства. Згодом уклав союз з Фернандо I, королем Кастилії і Леону.
1038 року після смерті Зухайра аль-Саклабі, еміра Альмерії, захопив його володіння. Також підкорив Мурсійську тайфу, де поставив валі Абу Бакра ібн Тахіра.
У 1044 році Ман ібн Мухаммад, валі (намісник) Альмерії та зять еміра, оголосив себе незалежним правителем. Проте було відбито спроби денійського еміра аль-Амірі захопити міста Шаттабу і Альмерію.
Водночас завершив зведення укріплень Валенсії, будівництво яких розпочалося ще у 1010-х роках. Також було розбудовано саму столицю тайфи, де зведено палац еміра. Водночас вправною податковою політикою сприяв розвитку ремісництва, торгівлі і землеробства (запровадив систему альмунія для збільшення врожаїв). Цьому також сприяла мирна політика стосовно християнських держав.
Помер 1061 року. Йому спадкував син Абд аль-Малік.

## Родина
- Абд аль-Малік (д/н - 1065), емір Валенсії у 1061-1065 роках
- Абу-Бакр (д/н - 1085), емір Валенсії у 1075-1085 роках